# Bot (Schweiz)
Das Bot (auch Bott geschrieben) ist eine Versammlung, zumeist in Zusammensetzungen wie Grosses Bott, Hauptbot(t), Jahresbot(t), Zunfbot(t) usw. im Sinne von «jährliche Mitgliederversammlung zum Beispiel eines Vereins, einer Zunft, einer Trachtenvereinigung oder einer Schützen- oder Fasnachtsgesellschaft».
Der Begriff ist in der Schweiz verbreitet und stammt etymologisch von „(auf)bieten“ beziehungsweise „(Auf)Gebot“. Ursprünglich bezeichnet das Wort allgemein ein Aufgebot, das konkret auch ein Befehl, eine Versteigerung, eine Mitteilung oder eine Vorladung sein konnte.
Bei den Schweizer Zünften hat das ordentliche Jahresbot traditionsgemäss eine besondere Bedeutung. Das Bot findet vielerorts an einem festen Tag im Jahr statt. Sein Ablauf mit den einzelnen Traktanden ist teilweise mit feierlichen und formalen Teilen festgelegt und wird bei den Luzerner Zünften mit einem feierlichen Lied (zumeist mit dem Fritschilied) beendet. Bei den öffentlich-rechtlichen Gesellschaften und Zünften der Stadt Bern hat das Grosse Bott den Charakter einer Gemeindeversammlung.